# مارغريت بيل
مارغريت بيل (بالإنجليزية: Margaret Bell)‏ هي طبيبة أمريكية، ولدت في 1888، وتوفيت في 1969.